# 内外無線電機工業
内外無線電機工業株式会社（ないがいむせんでんきこうぎょう）とは、かつて東京都大田区に本社を置いていた家電量販店。

## 概要
内外無線電機工業は1924年に創業、1948年1月に法人化。「内外無線」の屋号で大田区を中心に家電販売店を展開し、「創業80年、地域最大の品揃えの店」をうたい、独自の「5年保証」等のサービスで地域の顧客を獲得していた。1990年代中期からはオーディオやパソコン関連の扱いを増やすなどして、最盛期には7店舗まで拡大、ピーク時の2001年6月期には約53億円を売り上げていた。
しかし、1998年に大森本店に隣接するダイシン百貨店がメディアプラザを開業、またヨドバシカメラも近隣の川崎市に出店するなど、相次ぐ他社量販店の進出により地域の競争が激化。さらに、1990年に行われた本店ビルの建設費用や、支店の店舗改装費が重荷となり経営を圧迫した。2004年に入って売上がさらに落ち込んだことで資金繰りが悪化し、経営破綻した。
2004年12月30日付で事業を停止し、全ての店舗が閉店となった。負債は約20億円。

## 営業していた店舗
- 大森本店
- OA館
- 大森駅前店
- 雪谷店
- 学芸大学店
- 武蔵新田店
- 雑色店

## 関連店舗
- ボーダフォン大森
- ボーダフォン大井町

## 関連企業
- 株式会社内外電化サービス - 電化工事・電器製品修理を行う関連会社